# 1988-as labdarúgó-Európa-bajnokság (selejtező – 4. csoport)
Az 1988-as labdarúgó-Európa-bajnokság selejtezőjének 4. csoportjának mérkőzéseit tartalmazó lapja. A csoportban Anglia, Észak-Írország, Jugoszlávia, és Törökország szerepelt. A csapatok körmérkőzéses, oda-visszavágós rendszerben játszottak egymással.
A csoportelső Anglia kijutott az 1988-as labdarúgó-Európa-bajnokságra.

## Tabella
| Hely. | Csapat         | M | Gy | D | V | G+ | G– | Gk  | P  | Továbbjutás                            |     | Anglia | Jugoszlávia | Észak-Írország | Törökország |
| ----- | -------------- | - | -- | - | - | -- | -- | --- | -- | -------------------------------------- | --- | ------ | ----------- | -------------- | ----------- |
| 1.    | Anglia         | 6 | 5  | 1 | 0 | 19 | 1  | +18 | 11 | Kijutott az 1988-as Európa-bajnokságra |     | —      | 2–0         | 3–0            | 8–0         |
| 2.    | Jugoszlávia    | 6 | 4  | 0 | 2 | 13 | 9  | +4  | 8  |                                        |     | 1–4    | —           | 3–0            | 4–0         |
| 3.    | Észak-Írország | 6 | 1  | 1 | 4 | 2  | 10 | −8  | 3  |                                        | 0–2 | 1–2    | —           | 1–0            |             |
| 4.    | Törökország    | 6 | 0  | 2 | 4 | 2  | 16 | −14 | 2  |                                        | 0–0 | 2–3    | 0–0         | —              |             |

## Mérkőzések
Az időpontok helyi idő szerint értendők.
| 1986. október 15. 19:45 |

| Anglia                     | 3–0               | Észak-Írország |
| -------------------------- | ----------------- | -------------- |
| Lineker 33' 80' Waddle 75' | (1–0) Jegyzőkönyv |                |

| Wembley Stadion, London Nézőszám: 35 304 Játékvezető: Alphonse Costantin (belga) |

| 1986. október 29. 17:30 |

| Jugoszlávia                       | 4–0               | Törökország |
| --------------------------------- | ----------------- | ----------- |
| Vujović 25' 33' 83' Savićević 73' | (2–0) Jegyzőkönyv |             |

| Poljud, Split Nézőszám: 11 270 Játékvezető: Carlo Longhi (olasz) |

| 1986. november 12. 18:00 |

| Törökország | 0–0         | Észak-Írország |
| ----------- | ----------- | -------------- |
|             | Jegyzőkönyv |                |

| Alsancak Stadı, İzmir Nézőszám: 21 919 Játékvezető: Stefan Dan Petrescu (román) |

| 1986. november 12. 19:45 |

| Anglia                   | 2–0               | Jugoszlávia |
| ------------------------ | ----------------- | ----------- |
| Mabbutt 21' Anderson 57' | (1–0) Jegyzőkönyv |             |

| Wembley, London Nézőszám: 60 000 Játékvezető: Franz Wöhrer (osztrák) |

| 1987. április 1. 20:00 |

| Észak-Írország | 0–2               | Anglia               |
| -------------- | ----------------- | -------------------- |
|                | (0–2) Jegyzőkönyv | Hodge 19' Waddle 42' |

| Windsor Park, Belfast Nézőszám: 20 578 Játékvezető: Emilio Soriano Aladrén (spanyol) |

| 1987. április 29. 18:00 |

| Törökország | 0–0         | Anglia |
| ----------- | ----------- | ------ |
|             | Jegyzőkönyv |        |

| Alsancak Stadı, İzmir Nézőszám: 16 017 Játékvezető: Valeri Butenko (szovjet) |

| 1987. április 29. 20:00 |

| Észak-Írország | 1–2               | Jugoszlávia               |
| -------------- | ----------------- | ------------------------- |
| Clarke 40'     | (1–0) Jegyzőkönyv | Stojković 47' Vujović 80' |

| Windsor Park, Belfast Nézőszám: 5482 Játékvezető: Werner Föckler (nyugatnémet) |

| 1987. október 14. 17:00 |

| Jugoszlávia                   | 3–0               | Észak-Írország |
| ----------------------------- | ----------------- | -------------- |
| Vokrri 12' 34' Hadžibegić 74' | (2–0) Jegyzőkönyv |                |

| Grbavica, Szarajevó Nézőszám: 14 075 Játékvezető: Klaus Peschel (keletnémet) |

| 1987. október 14. 20:00 |

| Anglia                                                             | 8–0               | Törökország |
| ------------------------------------------------------------------ | ----------------- | ----------- |
| Barnes 1' 28' Lineker 8' 43' 70' Robson 58' Beardsley 61' Webb 86' | (4–0) Jegyzőkönyv |             |

| Wembley Stadion, London Nézőszám: 45 528 Játékvezető: Albert Thomas (holland) |

| 1987. november 11. 16:30 |

| Jugoszlávia | 1–4               | Anglia                                       |
| ----------- | ----------------- | -------------------------------------------- |
| Katanec 80' | (0–4) Jegyzőkönyv | Beardsley 3' Barnes 17' Robson 20' Adams 25' |

| Stadion Crvene Zvezde, Belgrád Nézőszám: 49 744 Játékvezető: Michel Vautrot (francia) |

| 1987. november 11. 20:00 |

| Észak-Írország | 1–0               | Törökország |
| -------------- | ----------------- | ----------- |
| Quinn 47'      | (0–0) Jegyzőkönyv |             |

| Windsor Park, Belfast Nézőszám: 3931 Játékvezető: Peter Mikkelsen (dán) |

| 1987. december 16. 14:00 |

| Törökország          | 2–3               | Jugoszlávia                                        |
| -------------------- | ----------------- | -------------------------------------------------- |
| Yusuf 68' Feyyaz 71' | (0–2) Jegyzőkönyv | Radanović 6' Katanec 40' Hadžibegić 55' (11-esből) |

| Alsancak Stadı, İzmir Nézőszám: 4657 Játékvezető: Bruno Galler (svájci) |